# Mass driver

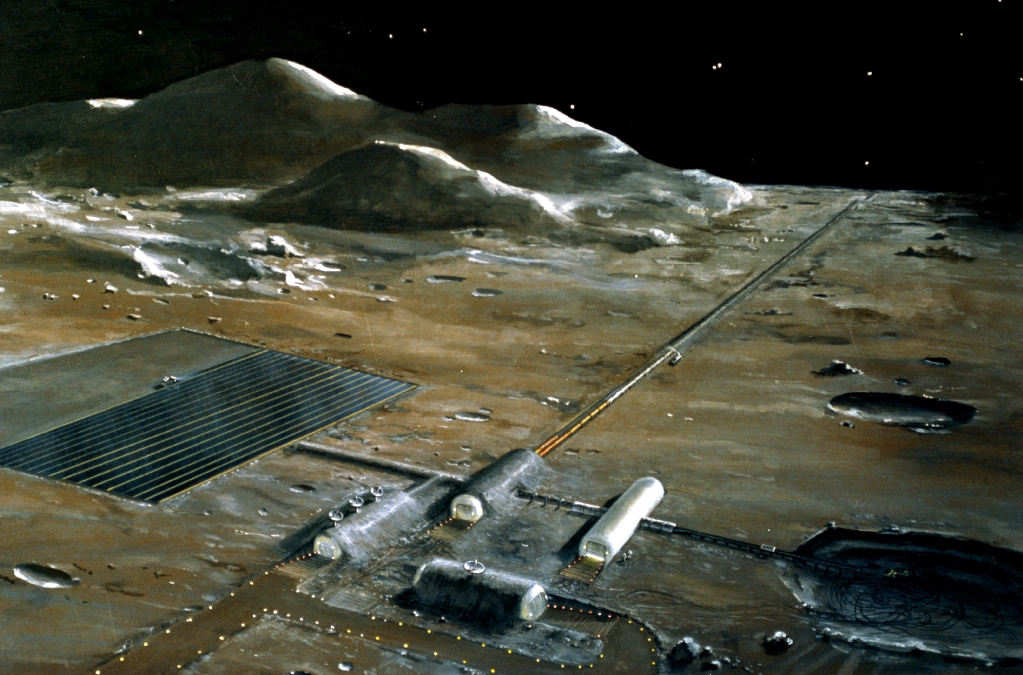
Bản vẽ concept của họa sĩ về một mass driver trên Mặt Trăng.

Mass driver hoặc máy phóng điện từ là một phương pháp được đề xuất về kiểu phóng tàu vũ trụ không dùng tên lửa mà là dùng một động cơ tuyến tính để tăng tốc và tải trọng máy phóng lên đến tốc độ cao. Tất cả các mass driver hiện có và dự tính sử dụng cuộn dây được cung cấp năng lượng bằng điện để tạo ra nam châm điện. Việc bắn liên tiếp một hàng nam châm điện sẽ tăng tốc tải trọng dọc theo một đường dẫn. Sau khi rời khỏi đường dẫn, tải trọng tiếp tục di chuyển do động lượng.
Mặc dù bất kỳ thiết bị nào được sử dụng để đẩy một trọng tải đạn đạo về mặt kỹ thuật là một mass driver, trong ngữ cảnh này thì mass driver thực chất là một coilgun có thể tăng tốc từ tính một gói bao gồm một giá đỡ từ tính có chứa một trọng tải. Khi tải trọng đã được tăng tốc, hai phần riêng biệt và chủ sở hữu được làm chậm và tái chế cho một trọng tải khác. Mass driver có thể được sử dụng để đẩy tàu vũ trụ theo ba cách khác nhau: một mass driver lớn trên mặt đất có thể được sử dụng để phóng tàu vũ trụ ra khỏi Trái Đất, Mặt Trăng hoặc thiên thể khác.  Một mass driver nhỏ có thể ở trên tàu vũ trụ, ném các mảnh vật liệu vào không gian để tự đẩy. Một biến thể khác sẽ có một căn cứ đồ sộ trên Mặt Trăng hoặc tiểu hành tinh gửi vật phóng ra nhằm hỗ trợ một con tàu ở xa.
Mass driver thu nhỏ cũng có thể được sử dụng làm vũ khí theo cách tương tự như súng cầm tay hoặc súng thần công cổ điển sử dụng chất đốt hóa học. Cũng có thể phối ghép giữa coilgun và railgun như railgun xoắn ốc.
Mass drivers không cần tiếp xúc vật lý giữa các bộ phận chuyển động vì chúng dẫn hướng các viên đạn của chúng bằng cách bay từ trường động, cho phép tái sử dụng cực độ trong trường hợp chuyển đổi năng lượng ở trạng thái rắn, và tuổi thọ hoạt động - về mặt lý thuyết - lên đến hàng triệu lần phóng.  Trong khi chi phí cận biên có xu hướng thấp, thì chi phí phát triển và chế tạo ban đầu phụ thuộc nhiều vào hiệu suất, đặc biệt là khối lượng dự định, gia tốc và vận tốc của đạn. Chẳng hạn, trong khi Gerard O'Neill tạo ra chiếc mass driver đầu tiên của mình vào năm 1976–1977 bằng ngân sách 2.000 đô la, một mô hình thử nghiệm ngắn bắn một viên đạn với tốc độ 40 m/s và 33 g,
mô hình tiếp theo của ông có độ gia tốc lớn hơn
sau khi tăng kinh phí tương đương, và vài năm sau đó, các nhà nghiên cứu tại Viện Đại học Texas ước tính rằng một chiếc mass driver bắn một viên đạn nặng 10 kg với tốc độ 6000 m/s sẽ có giá 47 triệu đô la.
Đối với một lượng năng lượng nhất định có liên quan, các vật nặng hơn đi chậm theo tỷ lệ. Các vật thể nhẹ có thể được phóng ở tốc độ 20 km/s trở lên. Các giới hạn nói chung là chi phí cho việc lưu trữ năng lượng có thể được bắn ra đủ nhanh và chi phí chuyển đổi năng lượng, có thể là do chất bán dẫn hoặc bởi các công tắc pha khí (vẫn thường có một vị trí thích hợp trong các ứng dụng công suất xung cực mạnh).  Tuy nhiên, năng lượng có thể được lưu trữ theo cách tự cảm trong các cuộn dây siêu dẫn. Một mass driver dài 1 km làm bằng cuộn siêu dẫn có thể tăng tốc một chiếc xe 20 kg lên 10.5 km/s với hiệu suất chuyển đổi 80% và gia tốc trung bình 5.600 g.
Mass drivers trên Trái Đất để đẩy các phương tiện lên quỹ đạo, như khái niệm StarTram, sẽ cần đầu tư vốn đáng kể. Trọng lực tương đối mạnh và bầu khí quyển tương đối dày của Trái Đất khiến việc lắp đặt trở nên khó khăn, do đó, nhiều đề xuất về việc lắp đặt mass driver trên Mặt Trăng, đây là nơi có trọng lực thấp hơn và thiếu khí quyển làm giảm đáng kể vận tốc cần thiết để tới được quỹ đạo Mặt Trăng.
Trái ngược với khái niệm pháo không gian chỉ để chở hàng hóa, một mass driver có thể có bất kỳ chặng đường nào, giá cả phải chăng và khả năng tăng tốc tương đối mượt mà, thậm chí đủ dài để đạt vận tốc mục tiêu mà không cần lực g quá mức cho hành khách. Nó có thể được xây dựng như một đường ray phóng rất dài và chủ yếu được xếp theo chiều ngang cho quá trình phóng tàu vũ tụ, được nhắm mục tiêu ở phía cuối, một phần bằng cách uốn cong đường ray lên trên và một phần theo độ cong của Trái Đất theo hướng khác. Độ cao tự nhiên, chẳng hạn như núi, có thể tạo điều kiện cho việc xây dựng phần mục tiêu hướng lên xa. Đường ray càng lên cao, sức cản từ khí quyển mà vật thể phóng ra sẽ gặp phải càng ít.
Hầu hết các thiết kế mass driver nghiêm túc đều sử dụng cuộn dây siêu dẫn để đạt được hiệu quả năng lượng hợp lý (thường là 50% đến 90+%, tùy thuộc vào thiết kế). Dựa theo cách này, một đề xuất chính cho việc sử dụng mass driver liên quan đến việc vận chuyển vật liệu bề mặt mặt trăng đến khu định cư trong không gian để xử lý bằng năng lượng mặt trời. Viện Nghiên cứu Không gian cho thấy ứng dụng này là thực tế hợp lý.